# Reza Sam Mosadegh
Reza Sam Mosadegh (* 1983 in Teheran) ist ein deutsch-iranischer Filmregisseur, Drehbuch- und Serienautor.

## Leben
Reza Sam Mosadegh wurde im Iran geboren und floh Ende der 80er vor dem Ersten Golfkrieg mit seiner Familie nach Deutschland. Die Familie ließ sich in der Nähe von Bielefeld nieder, wo er aufwuchs. Er studierte Medienwirtschaft in Hamburg und schloss anschließend einen Master in Regie an der Hamburg Media School ab.
Mosadeghs Regiekarriere begann mit Kurzfilmen. Sein Werk spiegelt oft gesellschaftlich relevante Themen wider, verpackt in fiktive Erzählungen. Mit dem Kurzfilm Echoes of Juno wurde er 2024 als einer der letzten zwölf Kandidaten für die Studenten-Oscars und auf die BAFTA-Longlist gesetzt. Sein Film Stolpersteine – Stumbling Stones widmete sich einem historischen Thema und gewann 2020 den LA Film Award sowie 2021 den Remi Gold Award beim Houston International Film Festival. Sein Film Inkubus, ein historisches Mittelalter-Drama, war 2025 im Wettbewerb des Max Ophüls Preises nominiert.
Neben seiner Arbeit an Filmen ist Mosadegh auch als Drehbuchautor aktiv.

## Filmografie
- Stolpersteine – Stumbling Stones, Kurzfilm
- Echoes of Juno, Kurzfilm
- Inkubus, Kurzfilm

## Auszeichnungen
- 2020: LA Film Award für Stolpersteine – Stumbling Stones
- 2021: Remi Gold Award beim Houston International Film Festival für Stolpersteine – Stumbling Stones